# Santa María de los Llanos (kommun)
Santa María de los Llanos är en kommun i Spanien.   Den ligger i provinsen Provincia de Cuenca och regionen Kastilien-La Mancha, i den centrala delen av landet, 130 km sydost om huvudstaden Madrid. Antalet invånare är 754. Arean är 42 kvadratkilometer.
Terrängen i Santa María de los Llanos är platt.